# 三甲基硅基三丁基锡
三甲基硅基三丁基锡是一种有机锡化合物，化学式为C15H36SiSn。它可由三丁基锡基锂和三甲基氯硅烷在四氢呋喃中反应制得。它可以用于合成三丁基锡基化合物。